# XO-2
XO-2 — двойная звезда в созвездии Рыси. Находится на расстоянии примерно 500 световых лет от Солнца. Около обеих её компонентов открыты планеты.
Обе звезды холоднее Солнца и относятся к спектральному классу K0V. Наблюдаемое разделение — 4600 а.е. Биаззо и др. и Рамирес и др. в 2015 году обнаружили разницу в металличности между двумя компонентами XO-2 в 0,10 dex.

## Планетная система
Планета XO-2B b (XO-2N b) открыта транзитным методом в 2007 году с помощью телескопа XO и имеет массу равную 0,62 массы Юпитера. Радиус эффективной орбиты составляет 0,97 а.е. (орбитальный период 2,6 дня). Планета типа горячих юпитеров. Температура на ней достигает 1200 градусов по Кельвину. Планета XO-2B c обнаружена в 2015 году с помощью метода радиальной скорости и имеет массу равную 1,8 массы Юпитера. Орбитальный период — >6200 дней.
Планета XO-2A b имеет массу равную 0,259 массы Юпитера и орбитальный период 18 дней. Планета XO-2A c имеет массу равную 1,37 массы Юпитера и орбитальный период 120 дней.